# Прибірська сільська рада
| Прибірська сільська рада — орган місцевого самоврядування у Іванківському районі Київської області з адміністративним центром у с. Прибірськ. Водоймища на території, підпорядкованій даній раді: річка Тетерів. Сільській раді підпорядковані населені пункти: - с. Прибірськ - с. Пироговичі |

## Склад ради
Рада складається з 14 депутатів та голови.

### Керівний склад ради
| ПІБ                           | Основні відомості                                                                     | Дата обрання | Дата звільнення |
| ----------------------------- | ------------------------------------------------------------------------------------- | ------------ | --------------- |
| Отрошенко Олександр Федорович | Сільський голова, 1964 року народження, освіта, безпартійний                          | 26.03.2006   | 31.10.2010      |
| Отрошенко Олександр Федорович | Сільський голова, 1964 року народження, освіта середня загальна, член Партії регіонів | 31.10.2010   |                 |

Примітка: таблиця складена за даними джерела